# Павлина Векилска
Павлина Митева Векилска е български географ, старши научен сътрудник в Българска академия на науките.

## Биография
Родена е на 10 февруари 1918 в Лом. Завършва начално училище в родния си град, а след VI основно училище „Константин Фотинов“ и през 1937 г. III девическа гимназия в София. От есента на 1937 г. е студентка по география. През учебната 1941/42 учителства в село Кътина, Софийско. Следващата учебна година стажува в III софийска мъжка гимназия при известния географ Любен Мелнишки. Назначена за учител в непълната гимназия в Кнежа. През април 1944 г. в Бреница ражда втората си дъщеря и временно преустановява работа като се установява при съпруга си, който е главен учител в село Световрачене.
През учебната 1946/47 г. е учител в Основно училище „Елин Пелин“ в София, а след това и негов директор. От септември 1948 г. до февруари 1950 г. е заместник-директор на VI софийска мъжка гимназия. По-късно е директор на II единно училище „Пенчо Славейков“ и на IX средно училище „Иван Денкоглу“. Назначена е за началник на отдел „Просвета“ в I районен народен съвет, а от 1951 г. – в Министерство на народната просвета като методист по география и началник на отдел. Изпратена е на едномесечна специализация в Москва. В института „Т. Самодумов“ работи като научен сътрудник, а от 1966 г. е избрана за старши научен сътрудник. По-късно е дългогодишен завеждащ секция „Природо-математическо образование“. Заема и длъжността научен секретар на института и отговаря за научноизследователската дейност в него.
Награждавана е като отличник на народната просвета, със златна значка на БПС, на Общонародния комитет по опазване на природната среда, с орден „Кирил и Методи“ II степен. През 1972 г. е отличена със званието „заслужил учител“. Членува в Съюза на научните работници и Българското географско дружество, на което от 1985 г. е почетен член. Работи активно със Съюза на българските учители.
Авторка е на над 100 научни публикации в направления като училищно образование, програмирано обучение по география, екологично обучение чрез географските знания, дидактически проблеми в преподаването по география и др. Поставя началото на експерименталната работа по география в училище и развива активно международно сътрудничество в тези области. Основател е на методичното списание „История и география“ и дългогодишен редактор на списание „Обучението по география“.
Умира през 2013 г.